# Dicranomyia (Dicranomyia) poli
Dicranomyia (Dicranomyia) poli is een tweevleugelige uit de familie steltmuggen (Limoniidae). De soort komt voor in het Palearctisch en Oriëntaals gebied.